# Thess Krönell
Thess Krönell, född 30 maj 1996 i Umeå, är en svensk handbollsspelare (mittsexa). Hon debuterade i högsta serien 2015 med IK Sävehof och blev svensk mästare med klubben tre gånger.

## Klubbar
- Gimonäs Umeå IF
- Lillpite IF (–2012)
- IK Sävehof (2012–2021)
- TuS Metzingen (2021–2023)
- Önnereds HK (2023–)

## Meriter
- Svensk mästare tre gånger (2016, 2018, 2019) med IK Sävehof